# Червеобразные змеи
Червеобразные змеи (лат. Scolecophidia) — инфраотряд чешуйчатых подотряда змей.

## Описание
Включает представителей длиной от 10 (Tetracheilostoma carlae) до 100 см. Объединяет 3 семейства и 12 родов змей, ведущих полуподземный образ жизни.
Червеобразные змеи характеризуются следующим набором синапоморфий: отсутствие артерии в тройничном отверстии, укороченная нижняя челюсть, достигающая менее половины длины верхней челюсти, наличие рудиментарного тазового пояса и задних конечностей в стенке тела, парный тимус, наличие эпидермальных липидных желёз на передних щитках головы, недифференцированные гладкие круглые чешуй на теле, в том числе на брюшной его части.

## Классификация
Включает одно надсемейство Typhlopoidea и 4 семейства.
Надсемейство Typhlopoidea
- Семейство Gerrhopilidae, включает один род Gerrhopilus[3];
- Семейство Leptotyphlopidae — Узкоротые змеи, включает два рода, распространённых в Африке, Западной Азии и Америке;
- Семейство Typhlopidae — Слепозмейки, включает шесть родов, распространённых в тропических и субтропических районах мира;
- Семейство Xenotyphlopidae, включает один род Xenotyphlops[4].

Традиционно к инфраотряду относили также семейство американских червеобразных змей, которое, как показывают молекулярные данные, более родственно высшим змеям (Alethinophidia).